# Бёкле, Беньямин
Беньямин Бёкле (нем. Benjamin Böckle; род. 17 июня 2002, Дорнбирн, Форарльберг) — австрийский футболист, нападающий клуба «Рапид».

## Клубная карьера

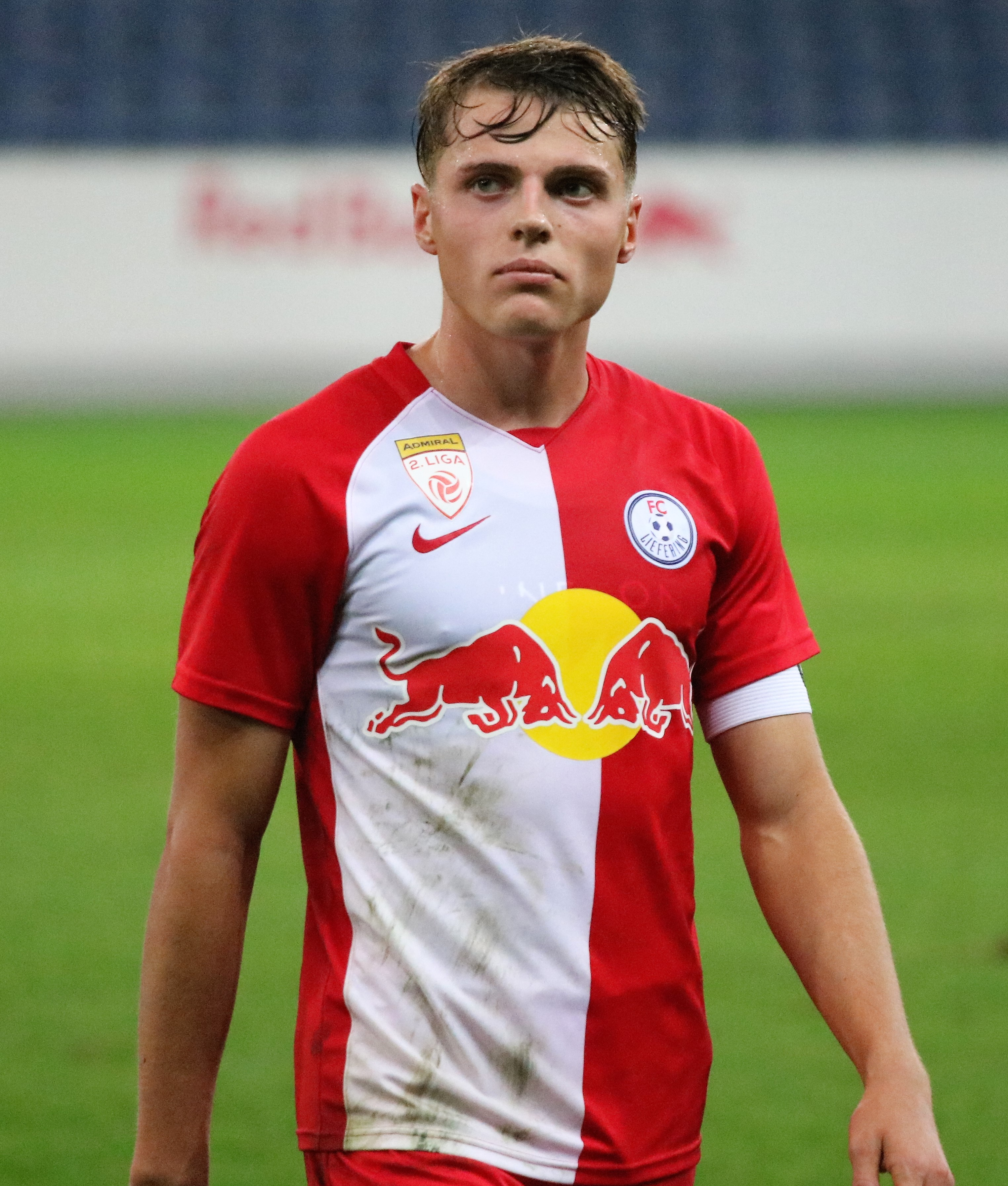
бёкле в составе «Лиферинга»

Бёкле — воспитанник клуба «Ред Булл Зальцбург». 13 сентября 2020 года в матче против дублёров «Рапида» он дебютировал за дублирующий состав во Второй австрийской Бундеслиге. Летом 2022 года Бёкле перешёл дюссельдорфскую «Фортуну». 30 июля в поединке Кубка Германии против «Киккерс Оффенбах» он дебютировал за основной состав. 23 октября в матче против «Карлсруэ» он дебютировал во Второй Бундеслиге. В 2023 году Беньямин выступал на правах аренды за «Пройссен».
Летом 2024 года Бёкле вернулся на родину, подписав трехлетний контракт с венским «Рапидом». 11 августа в матче против клагенфуртской «Аустрии» он дебютировал в австрийской Бундеслиге.

## Международная карьера
В 2019 в составе юношеской сборной Австрии Бёкле принял участие в юношеском чемпионата Европы в Ирландии. На турнире он сыграл в матчах против команд Испании, Италии и Германии.